# Национальный фронт Чехословакии
Национа́льный фронт Чехослова́кии (также Национальный фронт чехов и словаков, чеш. Národní fronta Československa, Národní fronta Čechů a Slováků, словац. Národný front Čechov a Slovákov) — объединение политических партий и общественных организаций, действовавшее в Чехословакии в 1945—1990 годах.
Формально с 1960 года (принятие новой конституции Чехословакии и переименование страны в ЧССР), а фактически с февраля 1948 года руководящей силой Национального фронта и единственным носителем политической власти в Чехословакии была Коммунистическая партия Чехословакии.

## Формирование Национального фронта
Идея Национального фронта — объединения всех антифашистских и прогрессивных патриотических политических партий Чехословакии — появилась в левых кругах лондонской чехословацкой эмиграции в 1943—1944 годах. В ходе переговоров с представителями коммунистов были определены следующие параметры деятельности Национального фронта в послевоенной Чехословакии:
- Национальный фронт будет общенациональным политическим объединением. Деятельность партий, не входящих в него, будет запрещена. О включении тех или иных партий в Национальный фронт будут принимать решение 6 партий, его сформировавших.
- В правительстве страны будут представлены все партии, входящие в Национальный фронт; по итогам свободных парламентских выборов первоначальное пропорциональное соотношение будет изменено в пользу партии, победившей на выборах.
- Программа правительства Национального фронта будет поддержана всеми партиями, входящими в него, под угрозой исключения из Национального фронта.
- Между партиями, входящими в Национальный фронт, возможна свободная политическая конкуренция, на выборах партии не формируют единого списка, а состязаются друг с другом и образуют самостоятельные фракции в парламенте.

Договор о создании Национального фронта между представителями чехословацкого правительства в изгнании и коммунистами был заключен в Москве в марте 1945 года. Первое правительство Национального фронта во главе с социал-демократом Зденеком Фирлингером было назначено в апреле 1945 году в Кошицах. Его программа была обязательна для исполнения всеми партиями Национального фронта.

## Состав Национального фронта и его деятельность в 1945—48 годах
В состав Национального фронта чехов и словаков (официальное наименование организации до 1960 года) вошли 4 чешские политические партии: Коммунистическая партия Чехословакии, Народная партия Чехословакии, Чехословацкая национал-социальная партия и Социал-демократическая партия Чехословакии, и 2 словацкие партии: Демократическая и Коммунистическая. В 1946 году в Национальный фронт были также допущены 2 малые словацкие партии — Партия труда и Партия свободы.
Все эти партии официально выступали за построение народно-демократического строя в Чехословакии, союзные отношения с СССР и — в большей или меньшей степени — переход страны к социализму, который, однако, трактовался ими по-разному. Существовавшие до Второй мировой войны «буржуазные» партии, в том числе крупнейшая Республиканская партия земледельческого и мелкокрестьянского населения и Живностенская партии, в Национальный фронт допущены не были и оказались под запретом.
В результате выборов 1946 года было сформировано новое правительство Национального фронта во главе с руководителем одержавших победу на выборах коммунистов Клементом Готтвальдом. Около половины мест в правительстве получили чешские и словацкие коммунисты, однако в нем были представлены все партии Национального фронта (кроме мелких словацких).
Если демократические партии видели в Национальном фронте коалицию близких по программным установкам партий, то коммунисты стремились к завоеванию руководящих позиций в этой организации, в руках которой, по сути, была сосредоточена вся власть в стране. В 1947 и особенно начале 1948 года на заседаниях руководящего органа Национального фронта — президиума — практически не удавалось прийти к консенсусу ни по одному важному вопросу.

## Реконструкция Национального фронта в феврале 1948 года
20 февраля 1948 года представители трех партий в правительстве Готвальда подали в отставку (См. Февральские события 1948 года в Чехословакии). Коммунисты обвинили своих партнеров по Национальному фронту в нарушении принципов деятельности Национального фронта и призвали к реконструкции этой организации на «подлинно демократической» основе, с привлечением, помимо партий, массовых общественных организаций, таких как профсоюзы, возглавлявшиеся одним из лидеров коммунистов А. Запотоцким. Высший орган Национального фронта — Центральный комитет действия — был сформирован 25 февраля 1948 года.
На предприятиях и в учреждениях стали формироваться Комитеты действия Национального фронта под руководством коммунистов, к которым переходили реальные рычаги управления. К апрелю 1948 года было около 12,5 тыс. комитетов действия. 23 февраля 1948 года в Праге состоялся конгресс т. н. «Возрожденного» Национального фронта, в котором приняли участие лидеры коммунистов и перешедшие на их сторону представители иных партий Национального фронта. В результате февральских событий 1948 года статус Национального фронта изменился — он превратился в полностью контролируемую коммунистами организацию. Остальные партии, проведя «чистки» в своих рядах, признали руководящую роль КПЧ. Кроме того, в состав Национального фронта вошли многочисленные общественные организации.
30 мая 1948 года прошли выборы в Национальное собрание Чехословакии, на которых 89,2 % избирателей поддержали Национальный фронт. Итоги выборов были следующие:
- Коммунисты (две Компартии — Чехословакии и Словакии, осенью 1948 года Коммунистическая партия Словакии стала территориальной организацией Коммунистической партии Чехословакии) — 236 мандатов;
- Чехословацкая национально-социалистическая партия — 23 мандата;
- Народная партия Чехословакии — 23 мандата;
- Словацкие партии — 16 мандатов;
- Беспартийные — 2 мандата.

Таким образом, в мае 1948 года подавляющее большинство мест в парламенте получили коммунисты.

## Национальный фронт в социалистической Чехословакии
В народно-демократической (1948—1960) и социалистической (1960—1990) Чехословакии Национальный фронт играл роль декоративной организации, не имея практически никакого политического влияния, и своего рода «фильтра» для общественных организаций — каждая более-менее массовая организация должна была быть принята в Национальный фронт, чтобы легализовать свою деятельность.
На выборах в различные органы власти в 1948—1989 годах граждане Чехословакии голосовали за единый безальтернативный список кандидатов Национального фронта.
Правительство страны также именовалось правительством Национального фронта (представители некоммунистических партий имели в нем по 1-2 креслу).
В 1950-е годы еще существовала формальная практика обсуждения кандидатов от Национального фронта. На выборах в парламент 1954 года и в национальные комитеты в 1953 и 1957 годах кандидатуры сначала обсуждались на заседаниях комитетов Национального фронта, а потом предложения о выдвижении определенных кандидатов отсылались на утверждение в партийные или в профсоюзные организации.
Попытка оживления первоначальной идеи Национального фронта как общенародного политического движения была предпринята в 1968 году во время Пражской весны, когда ЦК фронта возглавил видный реформатор Франтишек Кригель. С концом Пражской весны, однако, был положен конец и попыткам реформы Национального фронта.

## Организации, входившие в Национальный фронт
В 1980-х годах в Национальный фронт входили следующие организации:
Коммунистическая партия Чехословакии, Чехословацкое революционное движение профсоюзов, Чехословацкий союз молодежи, Союз крестьян, Чехословацкий союз женщин, Союз чехословацко-советской дружбы, Центральный совет кооперативов, Чехословацкий союз физкультуры, Союз сотрудничества с армией, Чехословацкий союз борцов с фашизмом, Чехословацкий красный крест, Союз пожарной охраны ЧССР, Чехословацкое научно-техническое общество, Союз инвалидов, Чехословацкий комитет сторонников мира, Социалистическая академия, Чехословацкий союз журналистов, Чехословацкий союз филателистов, а также Национальный фронт Чешской социалистической республики (в который входили Чехословацкая народная партия, Чехословацкая социалистическая партия и еще более 30 организаций) и Национальный фронт Словацкой социалистической республики (в который входили Партия словацкого возрождения, Партия свободы и еще более 30 организаций).

## Роспуск Национального фронта
В результате бархатной революции 1989 года Коммунистическая партия потеряла монополию на власть в Чехословакии. В декабре 1989 — январе 1990 была проведена реконструкция парламента, в который вошли представители бывших оппозиционных движений, в первую очередь Гражданского форума. Некоммунистические партии Национального фронта в Чехии и Словакии поддержали процесс демократизации в стране и начали подготовку к свободным выборам самостоятельно, вне рамок Национального фронта.
В новых политических условиях сохранение Национального фронта по объективным причинам не было возможным. 7 февраля 1990 года на последнем заседании президиума Национального фронта входившие в него партии и организации приняли решение о его добровольном роспуске. В марте 1990 года статья, регулировавшая роль Национального фронта в жизни Чехословакии, была исключена из Конституции страны.

## Организационная структура
Высший орган — общегосударственная конференция (Celostátní konference), между общегосударственными конференциями центральный комитет (Ústřední výbor) (ранее — центральный комитет действия (ústřední akční výbor)), высшее должностное лицо — председатель (Předseda), на местах существовали краевые (krajský výbor) (ранее — краевые комитеты действия (krajské akční výbor)), окружные комитеты (okresní výbor) (ранее — окружные комитеты действия (okresní akční výbor)) и местные комитеты (místní výbor) (ранее — местные комитеты действия (místní akční výbor)).
Аппарат Национального фронта насчитывал 844 человека в Чехии и 356 человек в Словакии. После того, как 9 июня 1959 года Политбюро ЦК Компартии Чехословакии приняло решение «О некоторых изменениях в деятельности органов Национального фронта и его аппарата» аппарат Национального фронта сократили с 707 человек до 490 человек.

## Процедура принятия решений
Самые важные вопросы принимались единогласно. Если согласия не было, то решение принимал чехословацкий парламент путем голосования.